# Infrapanel
Az infrapanelek az infrafűtési megoldások egyik legkedveltebb eszközei. Az infrapanel egy elektromos árammal működő, infravörös sugarakat sugárzó, ezáltal a Naphoz hasonló működési elvvel rendelkező termék. Sikerének oka a gyorsan elérhető kellemes hőérzet, az egyszerű használat és a gazdaságos üzemeltetés ténye.

## Az infrapanelekről általában
A hagyományosnak tekinthető konvektoros, padlófűtéses, radiátoros fűtési megoldások az adott helyiségben lévő levegő felmelegítésével érik el a kívánt szobahőmérsékletet. Ezzel szemben az infrapanelek a helyiségben található élőlényeket, és a hőfelvételre képes tárgyakat melegítik fel. Ezek az élő szervezetek és tárgyak pedig a szoba levegőjének is továbbadják a hőt (a Nap is hasonló módon melegíti fel az élőlényeket, a földet, a vizeket, amik aztán továbbadják a levegőnek a hőt).
Ennek eredménye egyrészt az, hogy mi, emberek sokkal hamarabb érezzük az infrafűtés melegítő erejét, másrészt pedig mivel nem feleslegesen a levegőnek adja át a meleget az infrapanel így 2-4 fokkal alacsonyabb szobahőmérséklet mellett érjük el ugyanazt a kellemes, komfortos hőérzetet. Ezért tekinthető gazdaságosnak az infrapanelfűtés.
Az infrapanel fűtés előnyei:
- könnyű beszerelés
- más fűtésrendszerekkel szembeni alacsony kiépítési költség
- tudatos használat mellett, más, gáz alapú fűtésekkel szembeni gazdaságosság
- beindítás utáni azonnali kellemes hőérzet
- nem a levegőt fűti, így nem keveri a port
- az infravörös sugárzás pozitív élettani hatása
- főfűtésként és kiegészítőfűtésként is használható
- napelemes fűtéssel kombinálva környezetbarát, megújuló energiára épülő fűtési alternatíva.

## Az infrafűtés kialakítása
Az infrapanelek az elektromos energiát alakítják át hővé. Az infrapanel mintegy 7-10µm közötti hosszúhullámú infravörös sugárzást bocsát ki, mely közel azonos a Nap által kibocsátott sugárzási tartományával. A Nap által kibocsátott sugárzás lebontható fényre, ultraibolyasugárzásra és infrasugárzás. Ezekből az infrapanelek csak utóbbi sugárzására képesek.